# Quarteto Amadeus

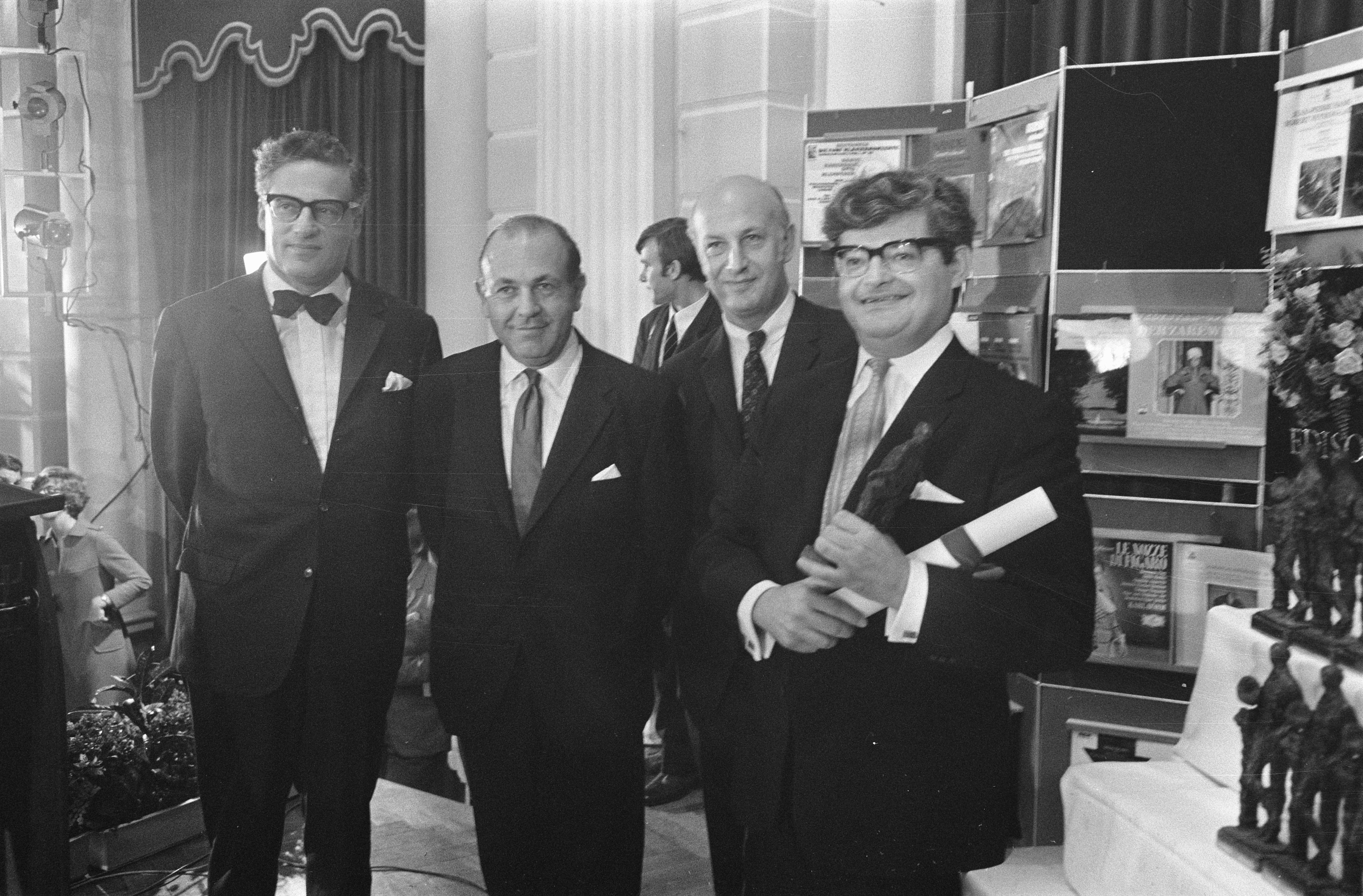
Quarteto Amadeus (1969)

O Quarteto Amadeus foi um conjunto de câmara britânico renomado mundialmente.
Era formado pelos violinistas Norbert Brainin e Siegmund Nissel, o violista Peter Schidlof e o violoncelista Martin Lovett. Os três primeiros, sendo judeus, se encontraram durante a II Guerra Mundial em um campo de refugiados britânico, e mais tarde a eles se juntou Lovett, formando o Quarteto Brainin em 1947, renomeado Quarteto Amadeus em 1948. Sua primeira apresentação como Quarteto Amadeus aconteceu em 10 de janeiro de 1948 no Wigmore Hall de Londres, e desde então desenvolveram intensa agenda de recitais por todo o mundo, até que o grupo se dissolveu em 1987, em virtude da morte de Schidlof.
O Quarteto Amadeus se tornou conhecido por suas interpretações impecáveis e sofisticadas, tendo recebido diversos prêmios por suas mais de 200 gravações. Gravaram a obra completa para quarteto de cordas de Beethoven, Brahms e Mozart, e muitas obras de outros mestres. Embora privilegiassem o repertório classico-romântico, também tocavam obras modernas, de compositores como Béla Bartók e Benjamin Britten. Durante algum tempo foi o quarteto residente da Universidade de York. Por seu trabalho artístico seus integrantes receberam a Ordem do Império Britânico, o doutorado honoris causa das universidades de Londres, York e Caracas, a Grã-Cruz do Mérito Alemão e a Cruz de Honra para as Artes e Ciências da Austrália.